# Irura pygea
Irura pygea är en spindelart som först beskrevs av Tord Tamerlan Teodor Thorell 1891.  Irura pygea ingår i släktet Irura och familjen hoppspindlar. Inga underarter finns listade i Catalogue of Life.